# Larderello
 (février 2022).
Si vous disposez d'ouvrages ou d'articles de référence ou si vous connaissez des sites web de qualité traitant du thème abordé ici, merci de compléter l'article en donnant les références utiles à sa vérifiabilité et en les liant à la section « Notes et références ».
Larderello est un hameau de Toscane (Italie) dépendant administrativement comme frazione de la commune de Pomarance. Connue depuis l'Antiquité pour sa géothermie très active, la région, de nature volcanique, était déjà appréciée des Romains qui se baignaient dans les sources chaudes et soufrées qui y jaillissent. 
Sous le nom de Montecerboli, qu'il porte jusqu'au XIXe siècle, le hameau devient l'un des premiers endroits au monde où l'énergie géothermique est exploitée et utilisée dans l'industrie. En 1827, François de Larderel, un Français, met au point une technique permettant d'extraire l'acide borique de la boue volcanique en utilisant la vapeur pour chauffer des chaudrons qui séparent l'un de l'autre. Léopold II de Toscane, soutient ardemment l'entreprise de Larderel et lui accorde le titre de comte de Montecerboli dix ans plus tard. Une ville, baptisée Larderello en hommage à l'action de l'industriel, est fondée pour accueillir les ouvriers travaillant dans l'usine de production de l'acide borique,,.
La région expérimente pour la première fois la production d'énergie à partir des sources géothermales en 1904, lorsque cinq ampoules seront allumées grâce à l'électricité produite par la vapeur émergeant des trous dans le sol - première démonstration pratique du pouvoir de la géothermie. En 1911, la première usine d'énergie géothermique était construite dans la Valle del Diavolo (la Vallée du Diable), en référence à l'eau bouillonnante qui y jaillit. Elle reste la seule usine d'électricité géothermique du monde jusqu'en 1958, date à laquelle la Nouvelle-Zélande s'en dote à son tour. Rappelons toutefois que c'est sans doute aux États-Unis, à Boise, dans l'Idaho, qu'on utilisa pour la première fois l'énergie géothermique à d'autres fins, en 1890 et 1891, lorsque la ville creusa deux puits géothermiques dans le but de fournir de l'eau chaude à la ville. 
Larderello produit aujourd'hui[Quand ?] 10 % de la production mondiale d'énergie géothermique, soit 4 800 GWh/an[réf. nécessaire], fournissant en électricité environ 1 million de foyers italiens. Sa géologie exceptionnelle permet à la petite ville de produire naturellement de l'énergie géothermique, avec des roches de granite chaudes affleurant à la surface du sol et produisant de la vapeur pouvant aller jusqu'à 220 degrés Celsius (396 degrés Farenheit). Néanmoins, au cours des dernières années, des doutes se sont fait jour quant à la durabilité de ses réserves de vapeur, car une baisse de 30 % du niveau de pression a été enregistrée par rapport aux niveaux records des années 1950.  
La région a subi des éruptions volcaniques phréatiques exceptionnelles, provoquées par des explosions de vapeur emprisonnée sous la surface du sol. On y trouve aujourd'hui une douzaine de cratères d'explosion allant de 30 à 250 m de diamètre. Le plus large est celui du Lago Vecchienna, désormais un lac, qui a connu sa dernière éruption vers 1282.